# 阿尔比斯隧道

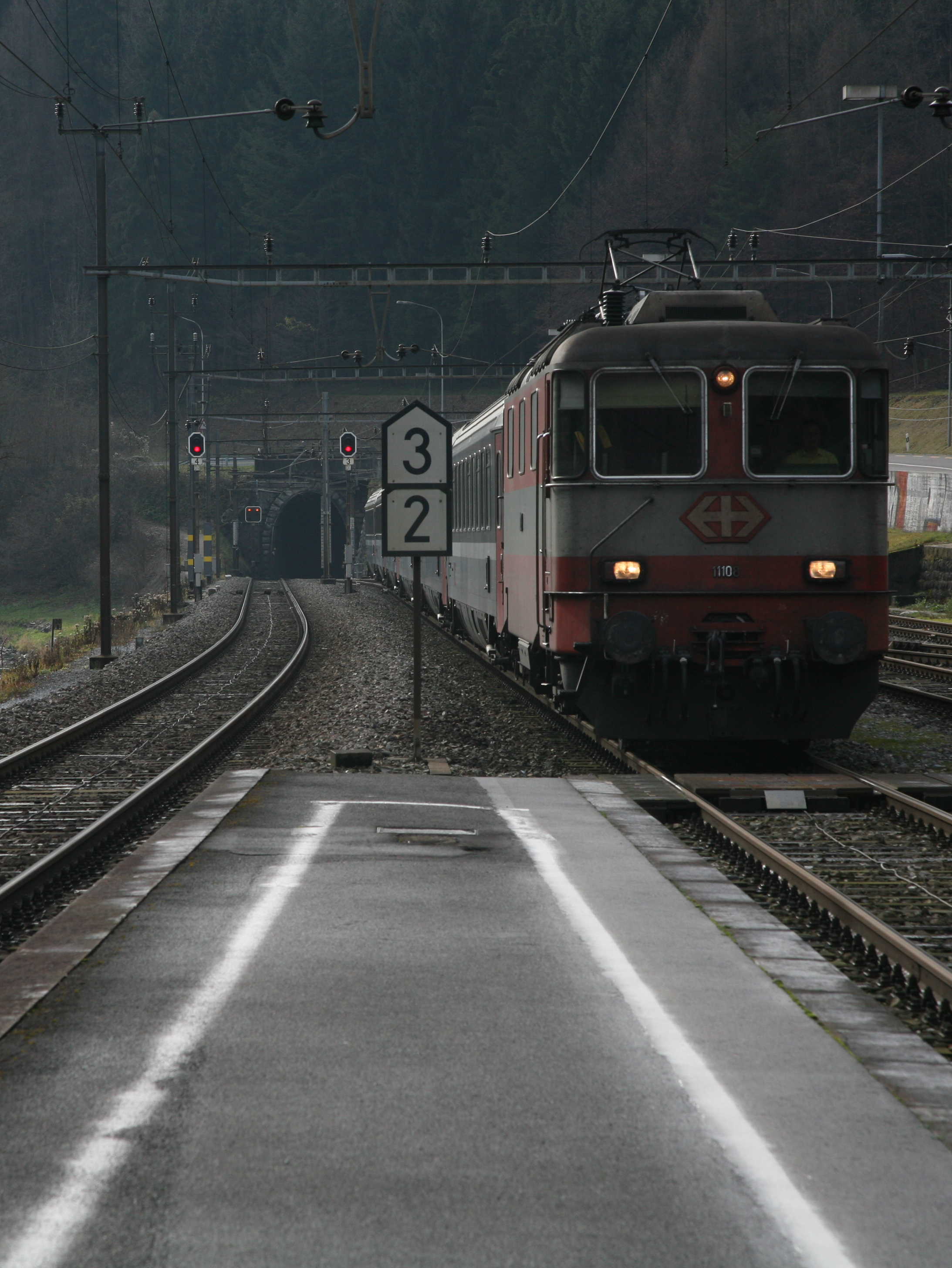
走出隧道口的列车

阿尔比斯隧道是瑞士的一条穿过阿爾比斯山脈的单线铁路山岳隧道，连接了苏黎世州的霍尔根与楚格州的巴爾，全长3360米。隧道1891年开通，1894年贯通，1897年6月1日通车，在当时是仅次于圣哥达铁路隧道的瑞士第二长隧道。